# Minuit (groupe néo-zélandais)
Ne doit pas être confondu avec Minuit (groupe français).
Pour les articles homonymes, voir Minuit (homonymie).
Minuit est un groupe de musique électronique néo-zélandais formé en 1998.

## Membres
- Paul Dodge
- Ruth Carr
- Ryan Beehre

## Discographie

### CD
- The 88 (1998)
- The Guards Themselves (2006)
- I Went To This Party And There Were 88 Guards With Guns (2008)
- Find Me Before I Die A Lonely Death.com (2009)
- Last Night You Saw This Band (2012)

### EPs
- Sonic Experience (1998)
- Silver (1998)
- Luck (2000)
- Except You (2002)
- The Guns EP (2004)
- Dance Music Will Tear Us Apart (2010)

### Vinyles
- Fuji (2006)
- Except You (2007)
- A Room Full of Cute (2007)